# Oberea cingulata
Oberea cingulata är en skalbaggsart som först beskrevs av Aurivillius 1914.  Oberea cingulata ingår i släktet Oberea och familjen långhorningar.
Artens utbredningsområde är Kenya. Inga underarter finns listade i Catalogue of Life.